# Padova
Padova (venecijanski: Pàdoa, latinski: Patavium) je grad i istoimena općina u regiji Veneto, na sjeveru Italije. Glavni grad pokrajine Padova, te gospodarsko i komunikacijsko središte područja. Grad s Venecijom čini metropolsko područje Padova-Venecija koje ima oko 1.600.000 stanovnika.
Padova se nalazi na rijeci Bacchiglione, 40 km zapadno od Venecije i 29 km jugoistočno od Vicenze. Rijeka Brenta, koja je nekoć tekla kroz grad, još uvijek dodiruje sjeverne četvrti. Njegova glavna privredna grana je poljoprivreda na prostranim poljima Pianura Veneta. U gradu se nalazi renomirano, gotovo 800 godina staro, Sveučilište (Universita 'di Padova), između ostalog poznato po tome što je na njemu predavao i Galileo Galilei.

## Povijest
Padovu su osnovali Veneti, talijansko pleme, od kojih su je preoteli Gali. Kasnije su je osvojili Rimljani, u 2. st. pr. Kr., i prozvali ga Patavium.
Početkom srednjeg vijeka strateški položaj donio je Padovi nekoliko burnih stoljeća vladavine barbarskih plemena (Goti, Vizigoti, Langobardi, Ugri). Poslije toga grad pada pod utjecaj bavarskih vladara, a zapravo stiče neovisnost. Uskoro grad postoje jedna od sjevernotalijanskih gradova-državica. U ovo vrijeme Padova se brzo razvija, a gradom vladaju velikaške obitelji Este i De Romano. Međutim, sukobi oko vladanja gradom dovode do pada Padove pod vlast Mletačke Republike na početku 15. st., čija ostaje do kraja 18. st.
Kada je Napoleon 1797. god. ukinuo Mletačku Republiku, mirom u Campoformiju, započinje vrijeme naglih povijesnih promjena. Tijekom Napoleonovih ratova Padova je bila dijelom njegove Kraljevine Italije, da bi potom bila dijelom Lombardo-Venecije, vazalne države Habsburške monarhije. Godine 1866., Padova i okolica su pridruženi novoosnovanoj Kraljevini Italiji. Ovako burno 19. st. dovelo je do propadanja grada i smanjenja broja stanovnika.
Tijekom 20. st. Padova je pretrpjela značajna razaranja u svjetskim ratovima. Za vrijeme Prvog svjetskog rata sjeverno od grada vodile su se teške borbe. Po povratku u domovinu, prvi čehoslovački predsjednik Tomáš Garrigue Masaryk također je posjetio Padovu, gdje je upoznao kralja Viktora Emanuela III. i 16. u prosincu 1918 je izveo paradu Čehoslovačke legije u Italiji.  U Drugom svetskom ratu grad je bio teško oštećen u savezničkom bombardiranju. Međutim, druga polovica stoljeća je obilježena brzim privrednim rastom i naglom urbanizacijom grada. Novi uzlet grad doživljava od 1950ih godina s razvojem industrije na širem gradskom području, tako da grad postaje jedan od najrazvijenijih gradova u Italiji.

## Znamenitosti
Grad je slikovito mjesto s gustom mrežom ulica koje se arkadama otvaraju u velike gradske trgove, i s mnogim mostovima preko različitih ogranaka rijeke Bacchiglione, koja je nekada okruživala drevne gradske zidine poput jarka. Prato della Valle je 90,000 m2 veliki eliptični trg u čijem središtu je vrt sa 78 skulptura slavnih građana Padove, okružen jarkom (Andrea Memmo).
U Padovi se nalazi i prekrasna Bazilika svetog Ante (Il Santo), u kojoj se nalaze njegove relikvije te njegov grob. Od relikvija je u cijelosti sačuvan samo jezik, no može se vidjeti i njegova čeljust, itd. Sačuvan je i njegov plašt, ali ne u potpunosti. Bazilika (1230. – 14. st.) je trobrodna (navodno arhitekt Nicola Pisano) sa sedam kupola od kojih su dvije piramidalne, i predivnim deambulatorijem (Sansovino i Falconetto). Unatoč općem mišljenju sv. Ante Padovanski nije zaštitnik Padove nego Portugala gdje je i rođen. U Padovu je došao pred kraj života gdje je umro i gdje mu je sagrađena bazilika.
Ispred bazilike se nalazi fantastična konjanička skulptura mletačkog generala Gattamelatte koju je izveo Donatello 1453. god., prva brončana konjanička skulptura nakon antike.
Kapela Arena (Cappella degli Scrovegni) je oslikana freskama Giotta koje prikazuju Isusov život i važno su remek-djelo talijanskog gotičkog slikarstva trecentta.
Palazzo della Ragione je srednjovjekovna gradska vijećnica čija velika dvorana na katu ima najveći krov bez stupova u Europi (81,5 x 27 m). Zidovi velike dvorane su iznutra oslikani alegorijskim freskama (Nicolo' Miretto i Stefano da Ferrara) iz 15. st.Započeta je 1172. a dovršena 1219. god. s fasadom na tri kata potpuno ispunjena arkadama, s drevnom tržnicom u prizemlju i terasom na trećem katu.
Na trgu Piazza dei Signori nalazi se više znamenitih građevina: loža Gran Guardia, Kapetanska palača mletačkih upravitelja (Palazzo del Capitanio), Michelangelova renesansna katedrala i romanička krstionica.
Sveučilište u Padovi je osnovano 1222. god. i na njemu je 1678. god. diplomirala prva žena u Europi, Elena Lucrezia Cornaro Piscopia. Sveučilišni botanički vrt (Orto Botanico di Padova) iz 1545. god. je najstariji u Europi, a od 1997. god. upisan je na UNESCOv popis mjesta svjetske baštine u Europi. Osnovan je kao vrt biljaka potrebnih medicinskom fakultetu i još uvijek posjeduje važnu kolekciju rijetkih biljaka.
- Botanički vrt u Padovi
- Prato della Valle i Bazilika sv. Justine (Abbazia di Santa Giustina)
- Donatellov spomenik Gattamelati, kondotjeru Padove
- Palazzo della Ragione
- Svetište Sv. Leopolda Mandića u Padovi

## Promet
Padova je prometno povezana s tri autoceste (A4 Brescia-Padova, A4 Padova-Venecija i A13 Bologna-Padova), a njen željeznički kolodvor je jedan od najvećih u Italiji s preko 450 vlakova dnevno. brzi vlakovi voze svaki dan za Milano, Rim, Bolognu, Firencu i Veneciju. Zrakoplovna luka Aeroporto civile di Padova "Gino Allegri" je zatvorena, a najbliža luka za zrakoplove, ali i brodove, je u Veneciji.

## Šport
U Padovi djeluje više sportskih klubova kao što je nogometni Calcio Padova koji nakon 16 godina igranja u talijanskoj seriji A (1929. – 1962., i 1995. – 1996.) danas igra u Serie B. Klub Petrarca Padova, član Rugby Union lige, osvojio je 11 državnih prvenstava (1970. – 87.). Tu su i odbojkaški klub Pallavolo Padova, ali i košarkaški, veslački, biciklistički, konjički i plivački klubovi.

## Slavni stanovnici
| - Livije - Sveti Antun Padovanski - Giotto - Fra Filippo Lippi - Donatello - Andrea Mantegna - Andrea Palladio - Galileo Galilei - Nikola Kopernik | - Torquato Tasso - Joseph Justus Scaliger - Giovani Battista Belzoni - Antonio Canova - Viktor Emanuel III. - Francesco Toldo - Alessandro Del Piero - Ricardo Patrese - Alex Zanadri |

## Gradovi prijatelji
| - Nancy, Francuska (1964.) - Freiburg, Njemačka, (1967.) - Boston, SAD (1983.) - Handan, Kina (1988.) - Iaşi, Rumunjska (1995.) | - Beira, Mozambik (1995.) - Coimbra, Portugal (1998.) - Cagliari, Italija (2002.) - Zadar, Hrvatska (2003.) |

## Vanjske poveznice
- http://www.padovanet.it/ Padova
- http://www.sitiunesco.it/index.phtml?id=657  Arhivirana inačica izvorne stranice od 8. studenoga 2010. (Wayback Machine)  Botanički vrt na UNESCOvim stranicama